# Yvetot-Bocage
Yvetot-Bocage ist eine französische Gemeinde im Département Manche in der Region Normandie.

## Geografie
Die Gemeinde liegt auf der Halbinsel Cotentin.
Angrenzende Gemeinden sind:
- Négreville
- Saint-Joseph
- Valognes
- Lieusaint
- Morville

## Toponymie
Yvetot leitet sich aus den germanischen Wörtern topt (Dorf auf skandinavisch) und Ivo (germanischer Patronym) ab.
1919 wurde Bocage hinzugefügt, damit der Unterschied mit anderen gleichnamigen normannischen Gemeinden gemacht werden kann.
Die folgenden Weiler haben auch einen Namen skandinavischen Ursprungs:
la Brique, Grismarais, la Haulle, la Londe, Gargatte, la Mare, le Tot, Toves, Vic.

## Geschichte
Der Kalkstein von Yvetot, der lokal als Stein von Valognes bekannt ist, wird seit dem 11. Jahrhundert gewonnen und in den meisten Gebäuden in Yvetot und in der Umgebung benutzt. Ab dem 15. Jahrhundert wurde der Stein aus Valognes zum inneren und äußeren Verzieren der Häuser verwandt, wo Granit schwieriger zu meißeln ist. Der Kalkstein aus Valognes ist bis zum 20. Jahrhundert benutzt worden.
Am 26. Juni 1944 wurde die Kapitulation von Karl-Wilhelm von Schlieben in Anwesenheit von Lawton Collins im Rahmen der Schlacht um Cherbourg im Schloss von Servigny unterzeichnet.

## Gebäude

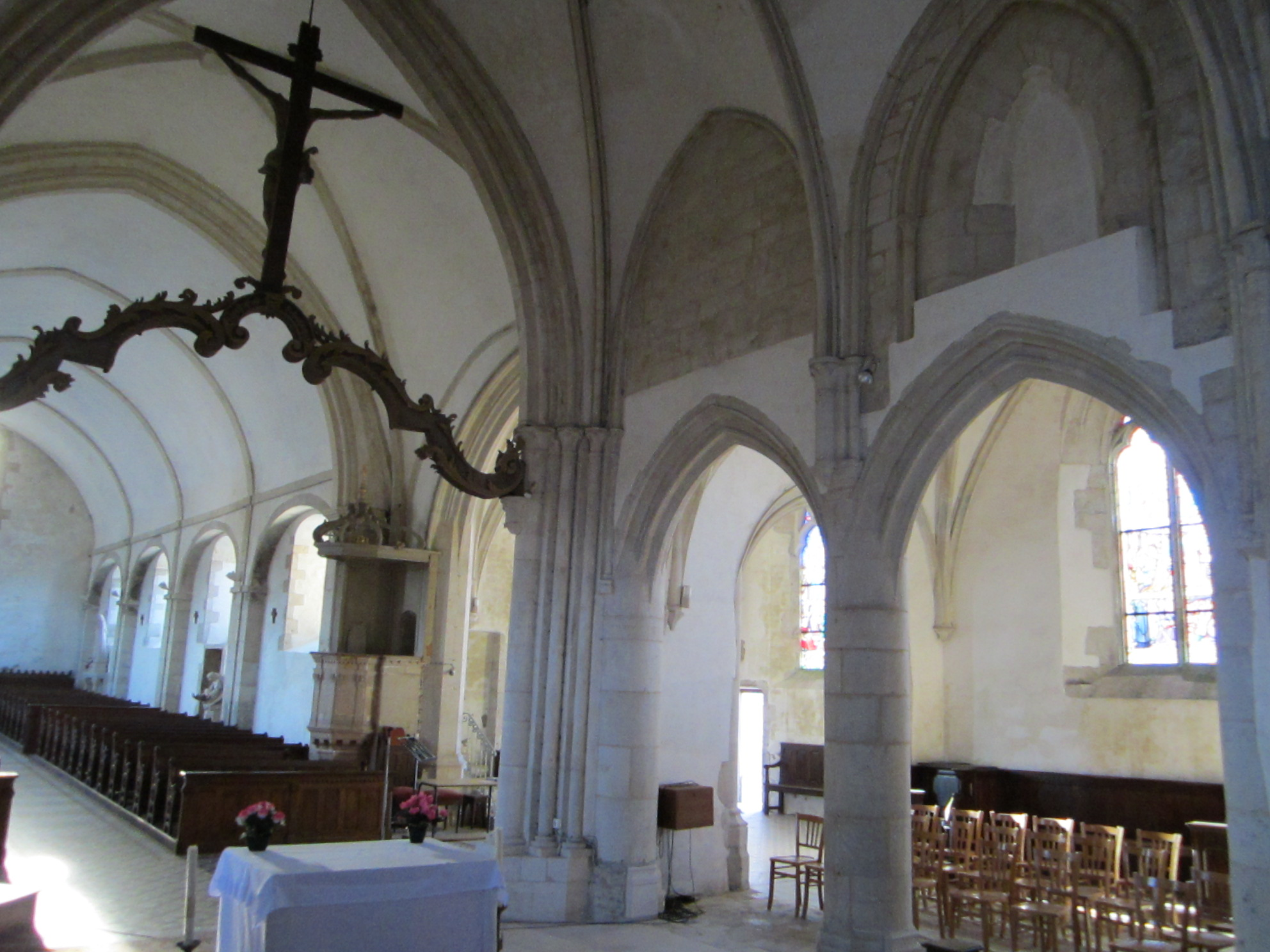
Innenansicht

- Kirche Saint-Georges, die in die Liste der historischen Denkmäler aufgenommen worden ist[2]. Die Kirche hat einen gewölbten Chor aus dem 13. Jahrhundert. Das Seitenschiff reicht aus dem 15. Jahrhundert zurück. Das Kirchenschiff wurde im 18. Jahrhundert neu gebaut. Das Gebäude beherbergt drei Statuen, einen Triumphbalken[3] und eine Kanzel, die als Gegenstände unter Denkmalschutz stehen[4].

Der Kirchturm wurde im 13. Jahrhundert gebaut, und 1645 wurde der Kirche eine Kapelle hinzugefügt.

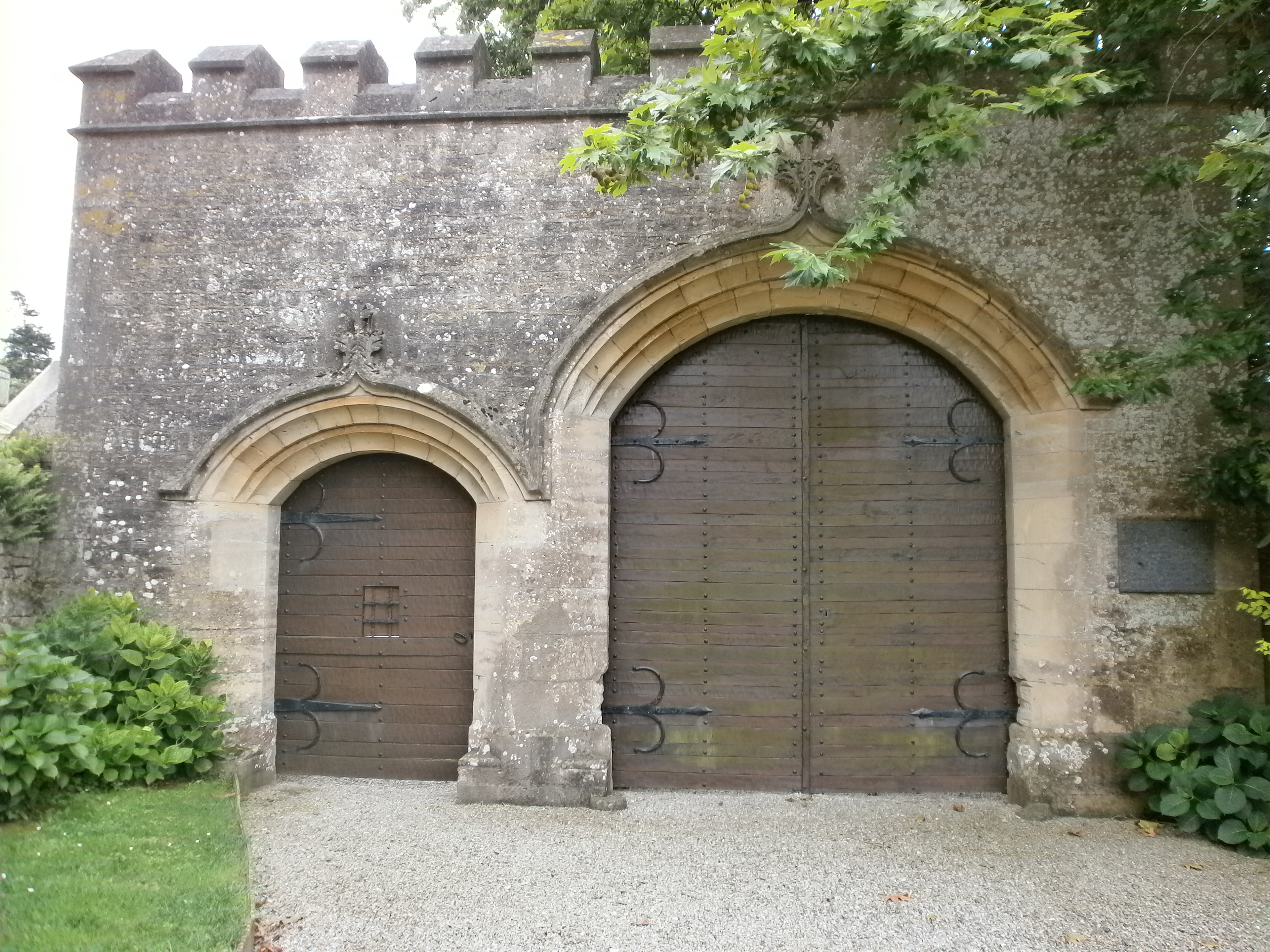
Tor des Schlosses von Servigny

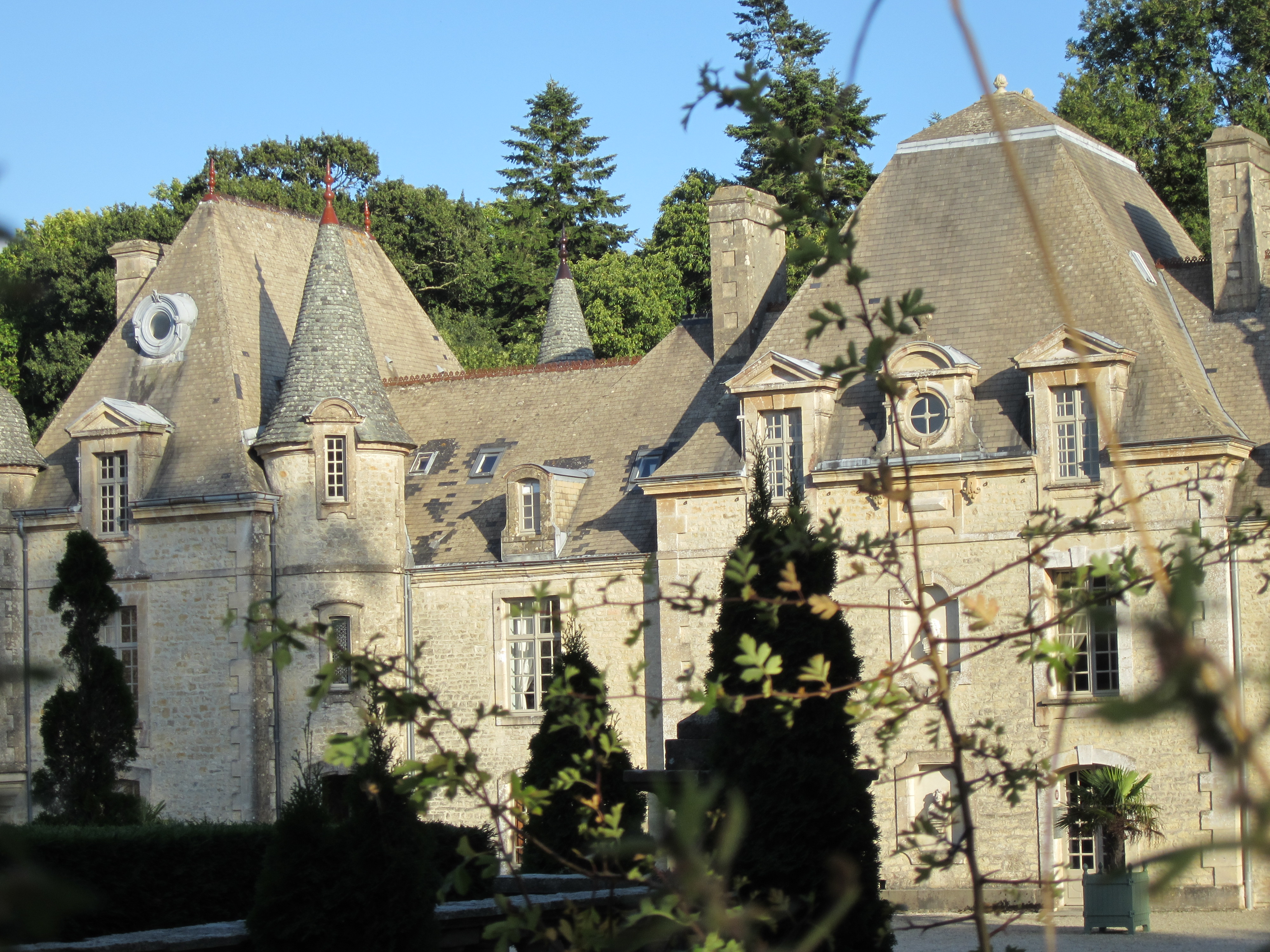
Schloss von Servigny

- Schloss von Servigny, aus dem 16. Jahrhundert, im 19. Jahrhundert als echtes Schloss wieder gebaut. Es wurde in die Liste der historischen Denkmäler aufgenommen[5]. Am 26. Juni 1944 wurde der Servigny Vertrag unterzeichnet (siehe Abschnitt Geschichte oben). Dort spielt sich auch die Handlung des Buchs Le bonheur dans le crime von Jules Barbey d’Aurevilly ab.
- Manoir de Mesnil, Gutshaus aus dem 17. Jahrhundert, heute landwirtschaftlich benutzt.
- Azir, Gutshaus dessen Eigentümer Félix Vicq d’Azir war.
- La Cour d’Yvetot, ehemaliges herrschaftliches Gutshaus.
- La Grande Londe, Gutshaus.
- La Tuilerie, 1810 gebautes Gutshaus.
- Le Séminaire, ehemaliges Priesterseminar.
- L’Épiscopat, ehemaliges Gutshaus der Coutancer Bischöfe.
- Le manoir d’Yvetot, herrschaftliches Gutshaus.
- Montigny, 1654–1656 gebautes Gutshaus.
- La Basfeuille, Gutshaus.
- La Haulle, Gutshaus.
- La Lande, Haus mit achteckigem Turm